# Rosston (Oklahoma)
Rosston es un pueblo ubicado en el condado de Harper en el estado estadounidense de Oklahoma. En el año 2010 tenía una población de 31 habitantes y una densidad poblacional de 38,75 personas por km².

## Geografía
Rosston se encuentra ubicado en las coordenadas 36°48′45″N 99°56′0″O / 36.81250, -99.93333 (36.812364, -99.933401).

## Demografía
Según la Oficina del Censo en 2000 los ingresos medios por hogar en la localidad eran de $39,167 y los ingresos medios por familia eran $42,500. Los hombres tenían unos ingresos medios de $23,000 frente a los $21,250 para las mujeres. La renta per cápita para la localidad era de $7,297. Alrededor del 11.2% de la población estaban por debajo del umbral de pobreza.